# Antti Aarne
Antti Aarne (1867-1925) a fost un folclorist finlandez, unul dintre întemeietorii metodei istorico-geografice în cercetarea folcloristică. De asemenea, este creatorul sistemului internațional de clasificare a poveștilor.

## Lucrări
- Îndrumări în cercetarea comparativă a basmelor
- Catalogul tipurilor de povești